# 緑野屯倉
緑野屯倉（みどの の みやけ）は、古墳時代の上野国にあった屯倉。

## 概要
『日本書紀』巻第十八、安閑天皇2年（535年）5月には、天皇が数多くの屯倉を設置したとあり、その中の1つとして名前があげられているのが上毛野国の緑野屯倉である。
奈良時代の多胡碑に、上野国緑野郡他2郡から多胡郡を分けたとあり、『和名類聚抄』にも緑野郡（群馬県多野郡西部・藤岡市）の名が現れている。屯倉は現在の群馬県藤岡市緑野・倉屋敷付近に置かれたものと推測され、当時上毛野君氏の勢力の中心地であった高崎市周辺の南東約10キロメートルの地にあたる。これは前年の武蔵国造の乱で敗北した上毛野君氏が、大和政権に屈服した結果として設置されたものであると想定され、これにより、彼らも部民制の中に組み込まれていったのである。